# Журавков
Журавков (укр. Журавків) — село в Жидачовской городской общине Стрыйского района Львовской области Украины.
Население по переписи 2001 года составляло 368 человек. Занимает площадь 0,69 км². Почтовый индекс — 81743. Телефонный код — 3239.